# Centro Nazionale Sportivo Libertas
Le Centro Nazionale Sportivo Libertas est un organisme italien de promotion du sport fondé en 1945 par Alcide De Gasperi.
En 1976, il obtient la reconnaissance officielle du Comité olympique national italien, puis en 1979 le ministère de l'Intérieur le reconnaît en tant qu'organisme d'assistance[Quoi ?].

## Sources
- (it) Cet article est partiellement ou en totalité issu de l’article de Wikipédia en italien intitulé « Centro Nazionale Sportivo Libertas » (voir la liste des auteurs).

## Compléments